# Favela Boogie Woogie
A  Favela Boogie Woogie é uma favela situada no bairro de Pitangueiras, na Zona Norte do Rio de Janeiro. Ocupa uma área de 138.788,41 m² no Morro Nossa Senhora das Graças.
A comunidade surgiu no ano de 1927. O terreno onde ela se situa era originalmente uma propriedade privada, cujo dono permitira a construção de barracos em seu interior, o que provocou uma grande expansão habitacional na região. Os herdeiros deste dono não conseguiram remover os moradores instalados nos barracos e a comunidade passou a ocupar todo o Morro Nossa Senhora das Graças.
Ao lado da favela situa-se a Vila Olímpica Nilton Santos, inaugurada em dezembro de 2015 e que beneficia os moradores da localidade. No complexo esportivo, são oferecidas ao público diversas atividades sistemáticas, incluindo atletismo, futebol de campo, ginástica e vôlei.